# 이인석 (성우)
이인석(1985년 1월 20일 ~ )은 대한민국의 성우로, 2013년 대원방송 성우극회 공채 4기로 입사했다.

## 출연작품

### 애니메이션
- 기생수 - 쿠사노
- 도라에몽 극장판 시리즈
  - 극장판 THE 도라에몽즈 이상한 과자 왕국 - 도라 더 키드
  - 극장판 THE 도라에몽즈 아슬아슬 기관차 대폭주! - 도라 더 키드
  - 극장판 THE 도라에몽즈 위기일발, 스페이스랜드! - 도라 더 키드
  - 도라에몽 극장판 진구의 시공여행 - 냐고
  - 도라에몽 극장판 진구의 아프리카 모험 베코와 5인의 탐험대 - 불수수
  - 도라에몽 극장판 진구의 우주영웅기: 스페이스 히어로즈 - 의원
- 드래곤볼Z 카이 3기 - 스포포비치 외 각종 단역
- 소년탐정 김전일 Original 시리즈
  - 소년탐정 김전일 Original 3기 - 각종 단역
  - 소년탐정 김전일 Original 스페셜 오페라 극장 최후의 살인 - 히모리 후유히코
  - 소년탐정 김전일 극장판 오페라 극장 또 하나의 살인 - 타키자와 아츠시
  - 소년탐정 김전일 Original 스페셜 사신병원 살인사건 - 키요마사 아키히토
- 소년탐정 김전일 R 시리즈
  - 소년탐정 김전일 R 홍콩 구룡 보물 살인사건 - 왕 롱, 사쿠마 타케루
  - 소년탐정 김전일 R 연금술 살인사건 - 아카시바 다이키
  - 소년탐정 김전일 R 고쿠몬 학원 살인사건 - 무라카미 소타
  - 소년탐정 김전일 R 하야미 레이카와 초대받지 않은 손님 - 미라타이 유키오
  - 소년탐정 김전일 R 만 미터 상공에서 일어난 살인 - 시다 토모아키
  - 소년탐정 김전일 R 캠핑장에서 일어난 괴사건 - 무라카미 소타
  - 소년탐정 김전일 R 켄모치 형사의 살인 - 우오자키 요헤이
  - 소년탐정 김전일 R 게임관 살인사건 - 게임마스터
- 스마일 프리큐어! - 한설희 오빠, 채희란 아빠, 브라이언
- 신 도라에몽 6기
- 우주로봇 씨어 - 앨리슨
- 원피스 시리즈
  - 원피스 Original 10기 - 라고
  - 원피스 Original 11기 스릴러 바크 편 - 부히척, 마스크
  - 원피스 Original 12기 샤본디제도 편 - 파파구
  - 원피스 Original 13기 임펠다운 편 - 스핑크스, Mr.1, 시류, 리치, 엘리자베스, 대장, 장로
  - 원피스 Original 15기 마린포드 편 Part2 - 콩
  - 원피스 Original 16기 어인섬 편 - 슈조, 효조
  - 원피스 New 조 편 - 이누아라시 공작
  - 원피스 New 무사의 나라 편 - 효고로, 이누아라시 공작, 쿠마고로
  - 원피스 스탬피드 - 바르톨로메오
- 유희왕 ARC-V - 천두성
- 텐카이나이트 - 내비, 가디언 노토스
- 페어리 테일 시리즈
  - 페어리 테일 6기 대마투연무 편 - 스팅 유클리프, 예거
  - 페어리 테일 7기 이클립스 편 - 네퍼, 피스케스 아들, 바위의 드래곤, 마더글레어, 촌장
- 해피해피 다마고치! - 고자루치, 고치맨, 러브파파리치
- 헌터x헌터 극장판 더 라스트 미션 - 빈즈, 아메이바
- 주화의 첫사랑편/영국 교환학생 브라이언
- 듀얼 비스트 카(듀비카) - 정진혁
- 갓 오브 하이스쿨 집행위원 Q
- 기생수
  - 1화 - 뉴스 아나운서, 강아지 기생수
  - 2화 - 머리띠를 한 양아치, 노란 머리의 남자 기생수
  - 3, 4화 - 연두색 옷을 입은 선생님
  - 5화 - 불량청소년
  - 8화
  - 17화 - 쿠사노
  - 19화, 20화 - 가토(경찰)
- 드래곤볼 슈퍼 2기(애니원) - 천진반
- 브레드 이발소 1, 2 - 파이
- 달콤달콤 베이커리 - 보보
- 헬로 카봇 뱅 (SBS) - 자크
- 헬로 카봇 붐바 (SBS) - 믹서밤밤
- 런닝맨 시리즈
  - 런닝맨: 리벤져스 - 맥스

KBS 키즈
- 마계학교! 이루마군 - 사브나크, 벨제뷰트, 피케로, 시넬, 써니
- 마계학교! 이루마군 2 - 사브나크, 벨제뷰트, 피케로, 시넬, 써니
- 마계학교! 이루마군 3 - 사브나크, 벨제뷰트, 피케로, 시넬, 써니

### 넷플릭스(Netflix)
- 윙스월드 - 나오키
- 아쿠아 엔젤스 - 바이런
- The Deep : 넥톤 패밀리 심해원정대 - 앤트
- 레고 엘브스 - 티두스
- 슈퍼몬스터 - 프랭키
- 타잔과제인 - 무비로 (타잔형)
- 홈 - 크리스마스 대 소동 - 스머지, 래리
- 그린하우스 아카데미 - 맥스 밀러, 파커그랜트

- 레전드 퀘스트
  - 1화 노트북두드리는 소년
  - 2화 뉴저지의 악마
  - 3화 야콥(해골 그림형제)
  - 4화 시장님의 죽음을 슬퍼하는 마을사람, 유령 로마병사, 돌에서 사람으로 다시 변하는 미청년
  - 6화 동굴속에서 바위에맞는 트롤, 펜리르
  - 7화 트롤, 비니어스블랙펄푸
  - 12화 펜리르, 지원부탁하는 경찰
  - 13화 악당군대, 편지전해주는 로펌인
- 하비스트리트의 악동들
- 시냇가의 크레이그

### 특촬물
- 가면라이더 시리즈
  - 가면라이더 포제 -  윤경서 / 캔서 조디아츠 = 페가수스 조디아츠, 제갈성민 / 하운드 조디아츠, 박준영, 이동하, 황태웅 / 타우루스 조디아츠
    - 극장판 가면라이더 포제 - 다함께 우주 떴다! - 사강진

  - 가면라이더 위저드 - 도넛 가게 점원, 현태양 / 피닉스
  - 가면라이더 고스트 - 창안마(1화), 닥터에디(3화) 한중완(4화)
- 파워레인저 시리즈
  - 파워레인저 다이노포스 - 젠틀, 데보 아이스리(1화, 21화, 24화), 데보 가둬드림(3화), 데보 등골빼기(11화), 데보 트레저(16화), 캄브리 마, 데보 트레저루팡(30화), 데보 낚시킹(34화), 데보 감독몬(40화), 데보 가짜 산타 x345 (41화, 42화), 기쁨의 연주자 킬볼레로
    - 극장판 파워레인저 다이노포스VS고버스터즈 공룡 대결전! ~안녕, 영원한 친구여~ - 고우시
- 돌아온 파워레인저 다이노포스 100 Years After 데보 겨울이니까 뭐
  - 파워레인저 트레인포스 - 안경/트레인 2호
  - 파워레인저 애니멀포스 - 저그드(1화), 헌터영감(14,15화)

### 외화
- 캡틴 아메리카: 시빌 워 - 럼로우의 부하(아론 토니)
- 피노키오의 모험
- 피터와 드래곤 - 바비
- 윙스클럽 - 클리프, 짐역등
- h20 아쿠아월드 - 바이런역, 렘버트역
- 우주로봇씨어 - 앨리슨
- 바다의노래 벤과 셀키 요정의 비밀 - 아빠
- 빌리와 용감한 녀석들 : 치킨히어로 - 스눕덕
- 플래그더문 - 카슨
- 씽(Sing) - 노먼
- 배저로와 친구들 : 신비한 모험 - 배저로, 러더
- 꼬마영웅 바비 - 스카
- 셜록놈즈 - 밤비(요정), 뉴스 아나운서, 로니(왼팔 용석상)
- 스페이스 치킨: 마법 부적의 비밀 - 옥토퍼스
- 로빈슨의 언더워터 어드벤처 - 티모시, 울프
- 신밧드와 마법 양탄자 - 엘파자, 황제, 경비병 등등
- 드래곤 길들이기3 - 바이킹용병
- 키코리키 : 시간여행 - 도코, 사장
- 프렌즈 : 둥지탈출
- 어글리돌
- 엘레펀트킹 덤보 - 덤보

### 오디오 드라마
- 추화련 (Aco) - 능시우
- 갈애 (Aco) - 이사련
- 헤어짐의 방법 - 보일, 남현우
- 궁녀의 남자 - 안평대군
- 소설 법정 : 바람 불면 다시 오리라 (Audien)
- 맛, 탄생 비화 : 1화 거부 할 수 없는 마력, 왕돈까스
- 니꿈 개꿈 : 인물편, 신체편